# Tessa Vermeulen
Tessa Vermeulen (29 de enero de 1998) es una deportista neerlandesa que compitió en natación. Ganó una medalla de oreo en el Campeonato Europeo de Natación en Piscina Corta de 2015, en la prueba de 4 × 50 m estilos.

## Palmarés internacional
| Campeonato Europeo en Piscina Corta | Campeonato Europeo en Piscina Corta | Campeonato Europeo en Piscina Corta | Campeonato Europeo en Piscina Corta |
| Año                                 | Lugar                               | Medalla                             | Prueba                              |
| ----------------------------------- | ----------------------------------- | ----------------------------------- | ----------------------------------- |
| 2015                                | Netanya (Israel)                    | Medalla de oro                      | 4 × 50 m estilos                    |